# 松村昌治
松村 昌治（まつむら しょうじ、1919年11月8日 - 没年不明）は、日本の映画監督、脚本家。別名は中山文夫、中山昌一。京都府京都市左京区浄土寺真如町出身。

## 経歴
1937年に京都市立第一商業高校卒業。1938年に陸軍戸山学校卒業。1949年に稲垣浩の紹介で東横映画太秦撮影所に助監督として入社。稲垣浩、松田定次に師事。1944年12月8日に結婚。1956年に映画監督となる。また脚本家としても活躍。1964年よりテレビドラマの方に舞台を移す。
正確な時期は不明だが会員である日本映画監督協会公式サイトでは物故者となっている。

## 主な作品

### テレビ
| 期間          | 期間           | 番組名             | 制作（放送局）           | 役職      |
| ------------- | -------------- | ------------------ | ------------------------ | --------- |
| 1964年3月23日 | 1965年4月12日  | それからの武蔵     | 毎日放送 東伸テレビ映画  | 脚本 監督 |
| 1965年4月19日 | 1965年11月22日 | 竜馬がゆく         | 毎日放送 東伸テレビ映画  | 監督      |
| 1968年7月28日 | 1968年12月29日 | 37階の男           | 日本テレビ 東宝 宝塚映画 | 監督      |
| 1969年4月5日  | 1969年12月27日 | あゝ忠臣蔵         | 関西テレビ 東映          | 監督      |
| 1969年7月5日  | 1969年12月27日 | 怪奇ロマン劇場     | NETテレビ 東映           | 監督      |
| 1969年11月3日 | 1970年10月26日 | 彦左と一心太助     | TBS 東映                 | 監督      |
| 1970年1月3日  | 1970年9月26日  | 大坂城の女         | 関西テレビ 東映          | 監督      |
| 1970年9月28日 | 1971年5月10日  | 水戸黄門 第2部     | TBS C.A.L 東映           | 監督      |
| 1971年5月17日 | 1971年11月22日 | 大岡越前 第2部     | TBS C.A.L 東映           | 監督      |
| 1973年10月2日 | 1974年3月26日  | 旗本退屈男         | NETテレビ 東映大泉       | 脚本      |
| 1974年10月4日 | 1977年3月25日  | がんばれ!!ロボコン | NETテレビ 東映           | 脚本      |